# ميلي ترو
ميلي ترو (بالإنجليزية: Meeli Truu)‏ (من مواليد 27 أبريل 1946 - تُوفيت في 7 أغسطس 2013) وهي مهندسة إستونية.
صممت ميلي ترو سويس أوتيل تالين ومركز روكا الماري للتسوق.

## صالة العرض

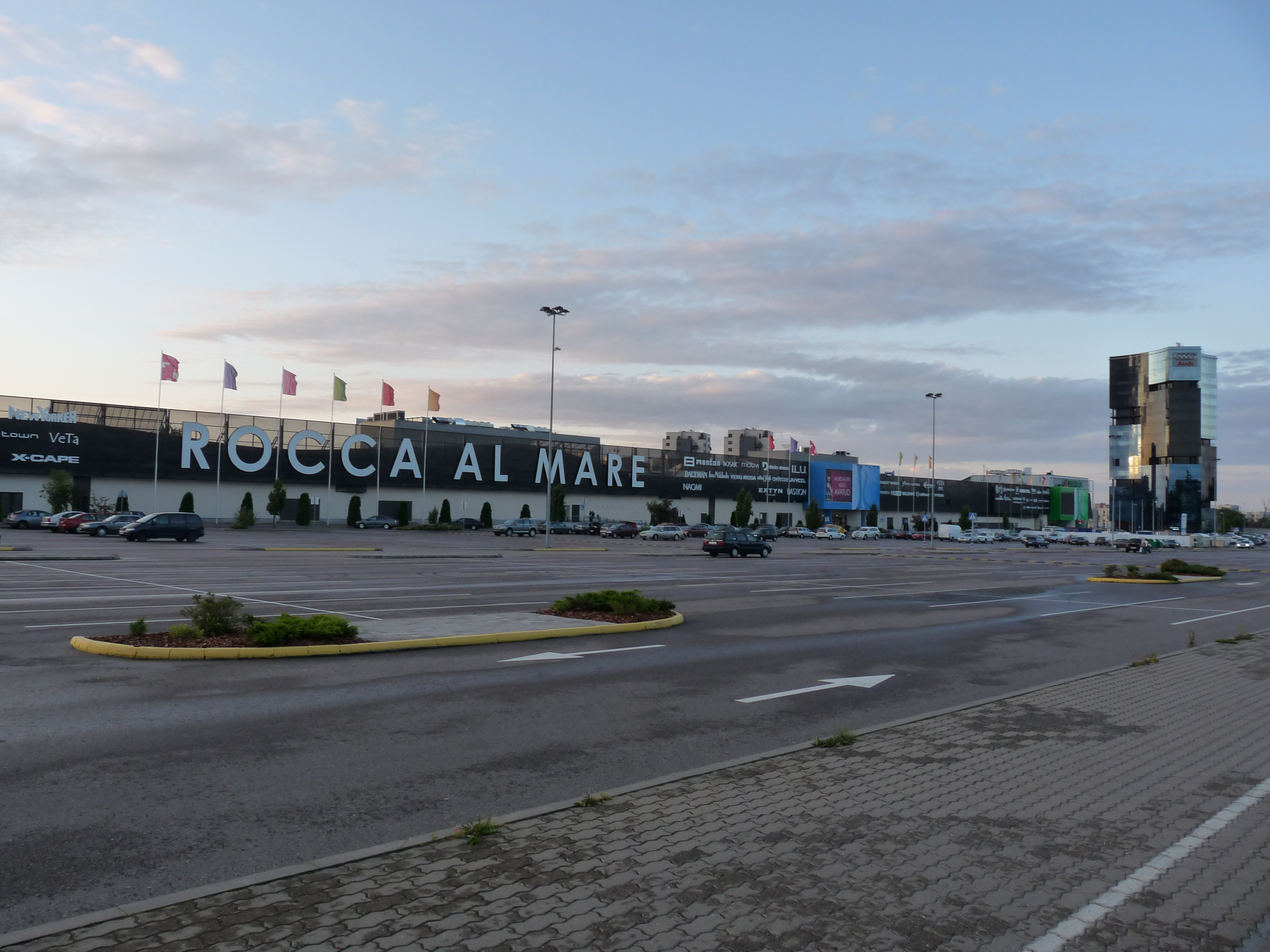
مركز روكا الماري للتسوق